# Comuna de Wierzbinek
Wierzbinek (polaco: Gmina Wierzbinek) é uma gminy (comuna) na Polónia, na voivodia de Grande Polónia e no condado de Koniński. A sede do condado é a cidade de Wierzbinek.
De acordo com os censos de 2004, a comuna tem 7645 habitantes, com uma densidade 51,6 hab/km².

## Área
Estende-se por uma área de 148,05 km², incluindo:
- área agrícola: 81%
- área florestal: 11%

## Demografia
Dados de 30 de Junho 2004:
|                      | Total   | Total | Mulheres | Mulheres | Homens  | Homens |
| -------------------- | ------- | ----- | -------- | -------- | ------- | ------ |
|                      | pessoas | %     | pessoas  | %        | pessoas | %      |
| População            | 7645    | 100   | 3813     | 49,9     | 3832    | 50,1   |
| Densidade (pop./km²) | 51,6    | 100   | 25,8     | 25,8     | 25,9    | 25,9   |

De acordo com dados de 2002, o rendimento médio per capita ascendia a 1334,53 zł.

## Comunas vizinhas
- Babiak, Piotrków Kujawski, Skulsk, Sompolno, Ślesin, Topólka